# Фоняк Анастасія Петрівна
Анастасі́я Петрі́вна Фоня́к (25 жовтня 1905 , Копані, Мелітопольський повіт, Таврійська губернія, Російська імперія  — 14 травня 1988 , Ясна Поляна, Оріхівський район, Запорізька область, Українська РСР, СРСР ) — українська радянська діячка, селянка. Депутат Верховної Ради УРСР 1-го скликання (1938–1943).

## Біографія
Народилася 25 жовтня 1905 року в родині селянина-бідняка в селі Копані (№ 2), тепер село Ясна Поляна, Оріхівський район, Дніпропетровська область, Україна. З десятирічного віку пасла громадську череду, з п'ятнадцяти років працювала наймичкою у заможних селян.
З 1929 року — колгоспниця колгоспу «Маяк» села Копані Оріхівського району, працювала свинаркою та бригадиром свиноферми. Одержувала по 24 поросята від кожної свиноматки закріпленої групи. Учасниця Всесоюзної наради передовиків сільського господарства в 1936 році.
26 червня 1938 року обрана депутатом Верховної Ради УРСР 1-го скликання по Оріхівській виборчій окрузі № 219 Дніпропетровської області.
Член ВКП(б) з травня 1940 року.
Під час німецько-радянської війни не змогла евакуюватися, перебувала на окупованій території. 
Заарештована 31 грудня 1943 року Оріхівським районним відділом НКВС за звинуваченням «залишилась на окупованій території, стала на шлях зради батьківщини». 1944 року виключена з партії. Особливою нарадою при НКВС СРСР 22 липня 1944 року засуджена до п'яти років позбавлення волі. У списку депутатів, складеному 1945 року — «вибула з різних підстав».
Звільнилася з ув'язнення 1949 року. Проживала в селі Копані № 2 (з 1964 року — Ясна Поляна), де працювала в місцевому колгоспі імені Ватутіна на свинофермі, у польовій та городній бригадах.
Реабілітована Запорізьким обласним судом 1984 року за відсутністю складу злочину. 
Померла 14 травня 1988 року в селі Ясна Поляна, похована на місцевому кладовищі.

## Нагороди
- орден «Знак Пошани» (22.02.1936, № 582)